# MLB All-Star Game 2004
MLB All-Star Game 2004 – 75. Mecz Gwiazd ligi MLB, który odbył się 13 lipca 2004 roku na stadionie Minute Maid Park w Houston. Spotkanie obejrzało 41 886 widzów.
Najbardziej wartościowym zawodnikiem został wybrany Alfonso Soriano z Texas Rangers, który zdobył trzypunktowego home runa w pierwszej połowie pierwszej zmiany i zaliczył single’a.

## Wyjściowe składy
| American League | American League   | American League | American League | National League | National League | National League | National League |
| #               | Zawodnik          | Klub            | Pozycja         | #               | Zawodnik        | Klub            | Pozycja         |
| --------------- | ----------------- | --------------- | --------------- | --------------- | --------------- | --------------- | --------------- |
| 1               | Ichiro Suzuki     | Mariners        | CF              | 1               | Edgar Rentería  | Cardinals       | SS              |
| 2               | Iván Rodríguez    | Tigers          | C               | 2               | Albert Pujols   | Cardinals       | 1B              |
| 3               | Vladimir Guerrero | Angels          | RF              | 3               | Barry Bonds     | Giants          | LF              |
| 4               | Manny Ramírez     | Red Sox         | LF              | 4               | Scott Rolen     | Cardinals       | 3B              |
| 5               | Alex Rodriguez    | Yankees         | 3B              | 5               | Sammy Sosa      | Cubs            | RF              |
| 6               | Jason Giambi      | Yankees         | 1B              | 6               | Mike Piazza     | Mets            | C               |
| 7               | Derek Jeter       | Yankees         | SS              | 7               | Lance Berkman   | Astros          | CF              |
| 8               | Alfonso Soriano   | Rangers         | 2B              | 8               | Jeff Kent       | Astros          | 2B              |
| 9               | Mark Mulder       | Athletics       | P               | 9               | Roger Clemens   | Astros          | P               |

| American League                                                                                       | 6 | 0 | 0 | 1 | 0 | 2 | 0 | 0 | 0 | 9 | 14 | 0 |
| National League                                                                                       | 1 | 0 | 0 | 3 | 0 | 0 | 0 | 0 | 0 | 4 | 9  | 1 |
| WP: Mark Mulder LP: Roger Clemens (1) HR: AL: Manny Ramírez (1), Alfonso Soriano (1), David Ortiz (1) |   |   |   |   |   |   |   |   |   |   |    |   |

## Składy
| Miotacze - Armando Benítez (2) - Roger Clemens (10) - Éric Gagné (3) - Tom Glavine (9) - Danny Graves (2) - Liván Hernández (1) - Randy Johnson (10) - Dan Kolb (1) - Carl Pavano (1) - Jason Schmidt (2) - Ben Sheets (2) - Carlos Zambrano (1) Łapacze - Johnny Estrada (1) - Paul Lo Duca (2) - Mike Piazza (11) |  | Wewnątrzpolowi - Sean Casey (3) - Todd Helton (5) - Jeff Kent (4) - Barry Larkin (12) - Mark Loretta (1) - Mike Lowell (3) - Albert Pujols (3) - Edgar Rentería (4) - Scott Rolen (3) - Jim Thome (4) - Jack Wilson (1) Zapolowi - Bobby Abreu (1) - Moisés Alou (5) - Carlos Beltrán (1) - Lance Berkman (3) - Barry Bonds (13) - Miguel Cabrera (1) - Ken Griffey Jr. (12) - Sammy Sosa (7) |  | Menadżer - Jack McKeon |

| Miotacze - Francisco Cordero (1) - Tom Gordon (2) - Tim Hudson (2) - Ted Lilly (1) - Esteban Loaiza (2) - Mark Mulder (2) - Joe Nathan (1) - Mariano Rivera (6) - Francisco Rodríguez (1) - Kenny Rogers (2) - CC Sabathia (2) - Curt Schilling (6) - Javier Vázquez (1) - Jake Westbrook (1) Łapacze - Víctor Martínez (1) - Iván Rodríguez (11) |  | Wewnątrzpolowi - Ronnie Belliard (1) - Hank Blalock (2) - Jason Giambi (5) - Carlos Guillén (1) - Ken Harvey (1) - Derek Jeter (6) - David Ortiz (1) - Alex Rodriguez (8) - Alfonso Soriano (3) - Miguel Tejada (2) - Michael Young (1) Zapolowi - Carl Crawford (1) - Vladimir Guerrero (5) - Matt Lawton (2) - Hideki Matsui (3) - Manny Ramírez (8) - Ichiro Suzuki (4) - Gary Sheffield (8) |  | Menadżer - Joe Torre |

- W nawiasie podano liczbę powołań do All-Star Game.

## Home Run Derby
| Minute Maid Park, Houston – AL 47, NL 41 | Minute Maid Park, Houston – AL 47, NL 41 | Minute Maid Park, Houston – AL 47, NL 41 | Minute Maid Park, Houston – AL 47, NL 41 | Minute Maid Park, Houston – AL 47, NL 41 | Minute Maid Park, Houston – AL 47, NL 41 |
| Zawodnik                                 | Klub                                     | Runda 1                                  | Półfinały                                | Finały                                   | Suma                                     |
| ---------------------------------------- | ---------------------------------------- | ---------------------------------------- | ---------------------------------------- | ---------------------------------------- | ---------------------------------------- |
| Miguel Tejada                            | Baltimore Orioles                        | 7                                        | 15                                       | 5                                        | 27                                       |
| Lance Berkman                            | Houston Astros                           | 7                                        | 10                                       | 4                                        | 21                                       |
| Rafael Palmeiro                          | Baltimore Orioles                        | 9                                        | 5                                        | –                                        | 14                                       |
| Barry Bonds                              | San Francisco Giants                     | 8                                        | 3                                        | –                                        | 11                                       |
| Sammy Sosa                               | Chicago Cubs                             | 5                                        | –                                        | –                                        | 5                                        |
| Jim Thome                                | Philadelphia Phillies                    | 4                                        | –                                        | –                                        | 4                                        |
| Hank Blalock                             | Texas Rangers                            | 3                                        | –                                        | –                                        | 3                                        |
| David Ortiz                              | Boston Red Sox                           | 3                                        | –                                        | –                                        | 3                                        |